# لويس دي ويكر
لويس دي ويكر (29 سبتمبر 1832 - 24 يناير 1906) كان طبيب عيون فرنسي ولد في فرانكفورت بألمانيا. درس لويس دي ويكر الطب في فورتسبورغ وبرلين وفيينا وباريس، وحصل على الدكتوراه من فورتسبورغ (1855) وباريس (1861). أدار منذ عام 1862 عيادة شعبية لطب العيون في باريس، وفي عام 1867 أجرى عملية قلع العين للسياسي الفرنسي ليون غامبيتا. يرتبط اسم العالم الفرنسي باسم مقص دي ويكر، وهو مقص صغير مدبب يستخدم في جراحة داخل العين للقزحية ومحفظة العدسة.
أكمل الدكتور خوسيه ريزال (1861-1896) البطل القومي لدولة الفلبين، تدريبه في طب العيون تحت إشراف البروفيسور لويس دي ويكر في العاصمة الفرنسية باريس عام 1885، واستمر الطبيب الفرنسي في عمله الطبي والبحثي إلى أن توفي أواخر يناير عام 1906 عن عمر ناهز 74 سنة.